# Misty Circles
«Misty Circles» — сингл першого альбому Sophisticated Boom Boom, англійського гурту Dead or Alive.

## Історія
«Misty Circles» була першою піснею, яку випустила Dead або Alive після підписання контракту з лейблом — Epic Records.
Попередні синґли групи були випущені гуртом самостійно. Ця пісня виявилася не дуже вдалою, але їй вдалося досягти позначки 100 в британському чарті. В 1984 році синл вийшов на стороні B вінілової платівки разом з іншою популярною піснею гурту «You Spin Me Round (Like a Record)». Оскільки обидві пісні заробили значну популярність в американських нічних клубах, вони отримали високі місця в чартах США. В чарті Hot Dance Club Songs пісня зайняла четверте місце. Група виступила перед живою аудиторією на «Razzmatazz», де Піт Бернс виконав її у дредах, одязі від Вів'єн Вествуд та великому капелюсі, схожому на той що носив в той час Бой Джордж, це створило тертя між двома виконавцями на короткий проміжок часу.

## Трек лист
| UK 7" | UK 7"                          | UK 7"      |
| #     | Назва                          | Тривалість |
| ----- | ------------------------------ | ---------- |
| 1.    | «Misty Circles»                | 3:45       |
| 2.    | «Misty Circles (Instrumental)» | 3:44       |

| UK 12" | UK 12"                      | UK 12"     |
| #      | Назва                       | Тривалість |
| ------ | --------------------------- | ---------- |
| 1.     | «Misty Circles (Dance Mix)» | 9:14       |
| 2.     | «Misty Circles (Dub Mix)»   | 6:14       |
| 3.     | «Selfish Side»              | 2:35       |

## Чарти
| Чарт (1983)                        | Вища позначка |
| ---------------------------------- | ------------- |
| UK Singles Chart                   | 100           |
| U.S. Billboard Hot Dance Club Play | 4             |